# Farbaky Gyula
Farbaky Gyula (Munkács, 1870. április 18. – Selmecbánya, 1911. október 26.) kohó- és bányamérnök, akadémiai tanár.

## Életpályája
Apja Farbaky Lőrinc, nagybátyja Farbaky István országgyűlési képviselő volt. Felesége Dérer Alice, két gyermekük: László és Magda volt.
Kassán érettségizett. 1888–1891 között a Selmeci Akadémia hallgatója volt. 1892-ben lett asszisztens Selmecbányán. 1893-tól tartalékos hadnagy. 1893–1894 között bányászatból is diplomázott. A fémkohászati szakon végzett 1894-ben. 1894–1895 között az aacheni műegyetem tanársegédje a fémkohászati tanszéken. 1895-ben Vesztfáliában és Belgiumban, majd Svédországban tanulmányozta a fémkohászatot. 1895–1902 között a selmeci kohóhivatal segédmérnökeként, majd mérnökeként dolgozott. 1896-ban részt vett a budapesti milleniumi kiállítás megrendezésében. 1900-ban csoportbiztosként vett részt a párizsi nemzetközi kiállításon. 1902–1905 között állami ösztöndíjjal az aachen-i és a charlottenburg-i egyetemen tanult gépészetet. 1905–1911 között a selmeci főiskola II. gépészeti tanszékének tanára, illetve vezetője volt.
Több publikációja jelent meg. A színesfémkohászatot bemutató monográfiáját nem tudta befejezni. A főiskola kémiai intézetének építkezésénél baleset áldozata lett. Síremléke a selmeci Alsó evangélikus temetőben található.

## Művei
- Úti jegyzetek dél-olaszországi nevezetesebb fémkohókról (1892)
- Színesfémkohászat